# Chuck D
Carlton Douglas Ridenhour (Nova Iorque, 1 de agosto de 1960), mais conhecido pelo seu nome artístico Chuck D, é um rapper, escritor e produtor musical estadunidense. Chuck foi um dos principais criadores e desenvolvedores da cultura hip hop a partir da metade da década de 80 e é o vocalista do grupo Public Enemy.

## Discografia

### ComPublic Enemy
- Yo! Bum Rush the Show (1987)
- It Takes a Nation of Millions to Hold Us Back (1988)
- Fight the Power...Live! (1989)
- Fear of a Black Planet (1990)
- Apocalypse '91...The Enemy Strikes Black (1991)
- Greatest Misses 1986-1992 (1992)
- Muse Sick-n-Hour Mess Age (1994)
- Autobiography Of Mistachuck (1996)
- He Got Game (soundtrack) (1998)
- BTN 2000 (1999)
- There's a Poison Goin' On (1999)
- Revolverlution (2002)
- Power to the People and the Beats: Public Enemy's Greatest Hits (2005) #69 US
- New Whirl Odor (2005)
- Rebirth of a Nation (2006)
- How You Sell Soul To A Soulless People Who Sold Their Soul??? (2007)

### Álbuns solo
- 1996: Autobiography of Mistachuck
- 2010 (como Mistachuck): I Don't Rhyme for the Sake of Riddlin'